# Zegris eupheme
Zegris eupheme ist ein paläarktisch verbreiteter Schmetterling (Tagfalter) aus der Familie der Weißlinge (Pieridae).

## Merkmale
Die Falter sind auf der Flügeloberseite größtenteils weiß gefärbt und besitzen auf den Vorderflügeln im Apikalbereich eine graue bis schwarze Beschuppung. Dort befindet sich auch ein nierenförmiger, orange gefärbter Fleck, der bei den Weibchen kleiner ausfallen oder auch fast fehlen kann. Auf der Vorderflügelober- und -unterseite befindet sich ein prominenter, schwarzer Diskoidalfleck, der länglich und annähernd c-förmig ist. Die Vorderflügelunterseite ist ansonsten ebenfalls fast gänzlich weiß und weist nur einen gelblich gefärbten Apex auf. Der orange Fleck der Vorderflügelspitze kann auf die Unterseite durchscheinen. Auffälligstes Merkmal ist die hauptsächlich gelb gefärbte Hinterflügelunterseite. Diese ist zusätzlich mit einem variablen Muster feiner, grauer Beschuppung marmoriert. Die Bereiche zwischen diesem Muster können bis hin zu weiß aufgehellt sein und damit einige große helle Flecke bilden. Die Zeichnung der Hinterflügelunterseite scheint oft auch auf die Vorderflügel durch. Von Männchen ähnlicher Arten wie dem Gelben Aurorafalter (Anthocharis euphenoides), Anthocharis belia oder dem Östlichen Aurorafalter (Anthocharis damone), kann die Art durch die größere Flügelspannweite von 46 bis 51 mm und durch die weiße, mit kleinerer orangefarbener Zeichnung versehene Oberseite der Vorderflügel unterschieden werden. Die Weibchen der Aurorafalter hingegen besitzen entweder keine oder eine deutlich größere orange Zeichnung auf den Vorderflügeln und sind ebenfalls kleiner. Die nahe verwandte Art Zegris pyrothoe, deren Verbreitungsgebiet sich in Südrussland und Kasachstan mit dem von Zegris eupheme überschneidet, besitzt weiß-grün und nicht gelb marmorierte Hinterflügelunterseiten.

### Ähnliche Arten
- Gelber Aurorafalter (Anthocharis euphenoides)
- Östlicher Aurorafalter (Anthocharis damone)
- Anthocharis belia
- Zegris pyrothoe

### Unterarten
- Zegris eupheme eupheme (Esper, [1804]); Typenfundort: Sewastopol, Krim
- Zegris eupheme menestho (Ménétriés, 1832); Typenfundort: Azerbaidjan
- Zegris eupheme larseni (Pittaway, 1986); Typenfundort: Haql, Saudi-Arabien
- Zegris eupheme meridionalis (Lederer, 1852); Typenfundort: Andalusien, Spanien
- Zegris eupheme maroccana (Bernardi, 1950); Typenlokalität: Ifrane, Marokko[1]

Nach Back 2012 werden die Populationen in Spanien und Marokko aufgrund ausreichend hoher Basenunterschiede und der geographischen Isolierung als eigene Art Zegris meridionalis mit der Unterart Zegris meridionalis maroccana aufgefasst. Diese Aufspaltung ist jedoch umstritten.

## Vorkommen und Lebensraum
Zegris eupheme hat ein deutlich zweigeteiltes Verbreitungsgebiet mit den westlichsten Populationen im südlichen Spanien und Marokko. Der östliche Teil des Verbreitungsgebietes reicht von der Zentraltürkei über Syrien, Jordanien und Saudi-Arabien im Süden und der östlichen Ukraine, Russland, Kasachstan und dem Kaukasus im Norden bis zum Altai und dem Südural.
Die Art bewohnt Steppen und Halbwüsten. Habitate bilden vor allem trockene, mit Blüten und Gras bestandene, meist steinige Stellen mit Vorkommen der Raupenfutterpflanzen. Vielfach auf nicht mehr bewirtschaftetem Kulturland wie verbrachte Obstplantagen oder Olivenhaine. Es werden Höhenlagen von 500 bis zu 2750 m besiedelt. Dabei sind die Populationen in den Gebirgen vor allem diese im hohen Atlas (Vorkommen bis 2750 m) und im Transkaukasus, dem Binnenland der Türkei und im Iran (Vorkommen bis 2500 m). In den Hochlagen der Gebirge werden zuweilen auch feuchtere und vegetationsreichere Wiesen besiedelt. In der Ukraine und in Südrussland hingegen ist die Art im niedrigen Bergland verbreitet und steigt dort selten über 1000 m. Auch in Spanien werden nur Höhenlagen von bis zu 1400 m erreicht.

## Lebensweise
Die Flugzeit beginnt in sehr warmen Gebieten wie Israel, Jordanien und Saudi-Arabien, sowie in den tieferen Lagen des Verbreitungsgebiets bereits Ende März, ansonsten etwa Anfang April und dauert bis Ende Mai. In den höheren Lagen des Verbreitungsgebiets kann der Beginn der Flugzeit bis Ende Mai und das Ende bis Anfang August hinausgezögert werden.
Als Raupennahrung dienen verschiedene Kreuzblütler (Brassicaceae). Im Verbreitungsgebiet von Spanien und Marokko sind die Hauptfutterpflanzen der Färberwaid (Isatis tinctoria) und Grausenf (Hirschfeldia incana). Für die östlichen Verbreitungsgebiete sind diese vor allem Senfe (Sinapis), Rettiche (Raphanus), Kressen (Lepidium) etwa Lepidium vesicarium, Rauken (Sisymbrium) und Camelina laxa, mit Ausnahme von Z.e. larseni, bei der die Raupen an Erucaria boveana leben. Die Falter legen die Eier meist einzeln an die Blütenknospen. Die Verpuppung erfolgt nicht frei an Pflanzenstängeln, wie für Weißlinge üblich, sondern in einem Gespinst am Boden. Die Puppe überwintert.